# Ådalskolen
Ådalskolen - Fangel Friskole er en friskole i Bellingebro, der ligger øst for Odense Å ved Bellinge en forstad til Odense. Ådalskolen er grundlagt i 1873 og baseret på Grundtvig og Christen Kolds skoletanker.
Ådalskolen har ca. 230 elever i 0. - 9. klasse. Skoleleder er Lone Lindgreen Binzer. Per Mørk er formand for bestyrelsen, der består af syv medlemmer med fordelingen 6 mænd og en kvinde.

## Eksterne kilder og henvisninger
- Skolens websted